# Francisco Libório da Silveira
Francisco Libório da Silveira (Cabo Frio, 1866 — Araruama, 11 de outubro de 1941) foi um político, juiz e empresário brasileiro. Foi o terceiro prefeito de Araruama.

## Biografia
Em 1905, exercia a função de Juiz de Direito da 1.ª vara, e inventariante oficial de justiça.
Entre 1904 e 1927, exerceu a função de vereador. Em 1924, é eleito novamente vereador com a maior quantidade de votos registrados na história deste município.
No dia 28 de outubro de 1924, pouco após sua eleição, seu filho, José Godinho da Silveira, senador constituinte pelo Estado do Rio de Janeiro, foi condenado em São Gonçalo a 21 anos e meio de prisão por crime de sedução. Francisco Libório alegou que a prisão de José seja por perseguição política aos dois.  Antes de ser preso, José foi espancado por três homens como retaliação em Itaipu. Ele teria sido ainda espancado pela polícia. Foi solto após pagar fiança de 500$.

### Curto mandato de Prefeito
Em 4 de dezembro de 1927, Uma comitiva do Rio de Janeiro chegou de trem para legitimar a ação, sendo recebida com festa. Estavam presentes Feliciano Pires de Abreu Sodré (governador), Manuel Duarte (governador eleito), José Maria Castanho, Norival de Freitas (Deputado Federal) e Alves Silva.
Foram recebidos para a "Festa promovida pela posse dos membros da câmara e prefeitura". Com isso, todos foram confirmados no edifício da Câmara, e Francisco Libório da Silveira assumiu o cargo de prefeito até que os eleitos pudessem assumir definitivamente em 1º de janeiro do ano seguinte.
João Joaquim de Carvalho Vasconcellos foi declarado impedido do cargo, já que assumira o posto de Deputado Estadual na Assembleia Legislativa do Rio de Janeiro, em Niterói, e teve de se mudar de Araruama. O presidente da Câmera de Vereadores de Araruama também foi impedido, pois não estava na cidade. Com isso assume a presidência da Câmera de Vereadores, e consequentemente a prefeitura, o vereador mais votado nas eleições de 1924.
A noite, foi realizado um grande baile em homenagem à comitiva. Não era comum receber políticos tão ilustres nesse município. Foi convidada uma banda do Patronato de São Gonçalo para tocar.
Permaneceu no cargo por menos de um mês, considerando que quando assumiu, já era vereador eleito, retornando à função em 1º de janeiro de 1928.
Em 1932, assumiu novamente a função de juiz, após ter sido um dos vereadores mais longevos da história do município.
No período de sua morte, era lavrador e grande proprietário de terras na região.

### Vida Pessoal
Faleceu em 11 de outubro de 1941, em São Vicente de Paulo, distrito de Araruama. Em sua nota de falecimento, mencionou que morreu de forma rápida e que foi realizado luto na cidade, por ser "uma figura muito benquista no meio local" e que "sua morte foi muito sentida pela população local".